# Casa de Berga
La casa de Berga fou una casa nobiliària del Regne de Mallorca originària de Berga i que formava part de les Nou Cases. El segle xv la família es dividí en dues branques principals, que acabaren, totes dues, al segle xviii: Elionor de Berga i Safortesa es casà amb Tomàs Quint Safortesa i Dameto, i els seus fills succeïren a la seva branca; i Mònica de Berga i Canals, casada amb Miquel Vallès d'Almedrà i Reus de Solleric, i els seus fills succeïren a la seva branca. Així la casa romangué integrada en la casa de Safortesa, marquesos del Verger, i en la casa de Vallès d'Almadrà, marquesos de Solleric. Les seves possessions han deixat petja en la toponímia mallorquina al llarg de la història: Son Berga és el nom de possessions a Sant Llorenç i a Palma (a Gènova i Establiments); en aquest darrer, destaquen els jardins de Son Berga Nou, declarats Bé d'Interès Cultural. Per altra banda, la casa dels Berga a Palma, coneguda com a Can Berga, és un casal barroc dels més espectaculars de la ciutat, actualment seu de l'Audiència Provincial de les Illes Balears.

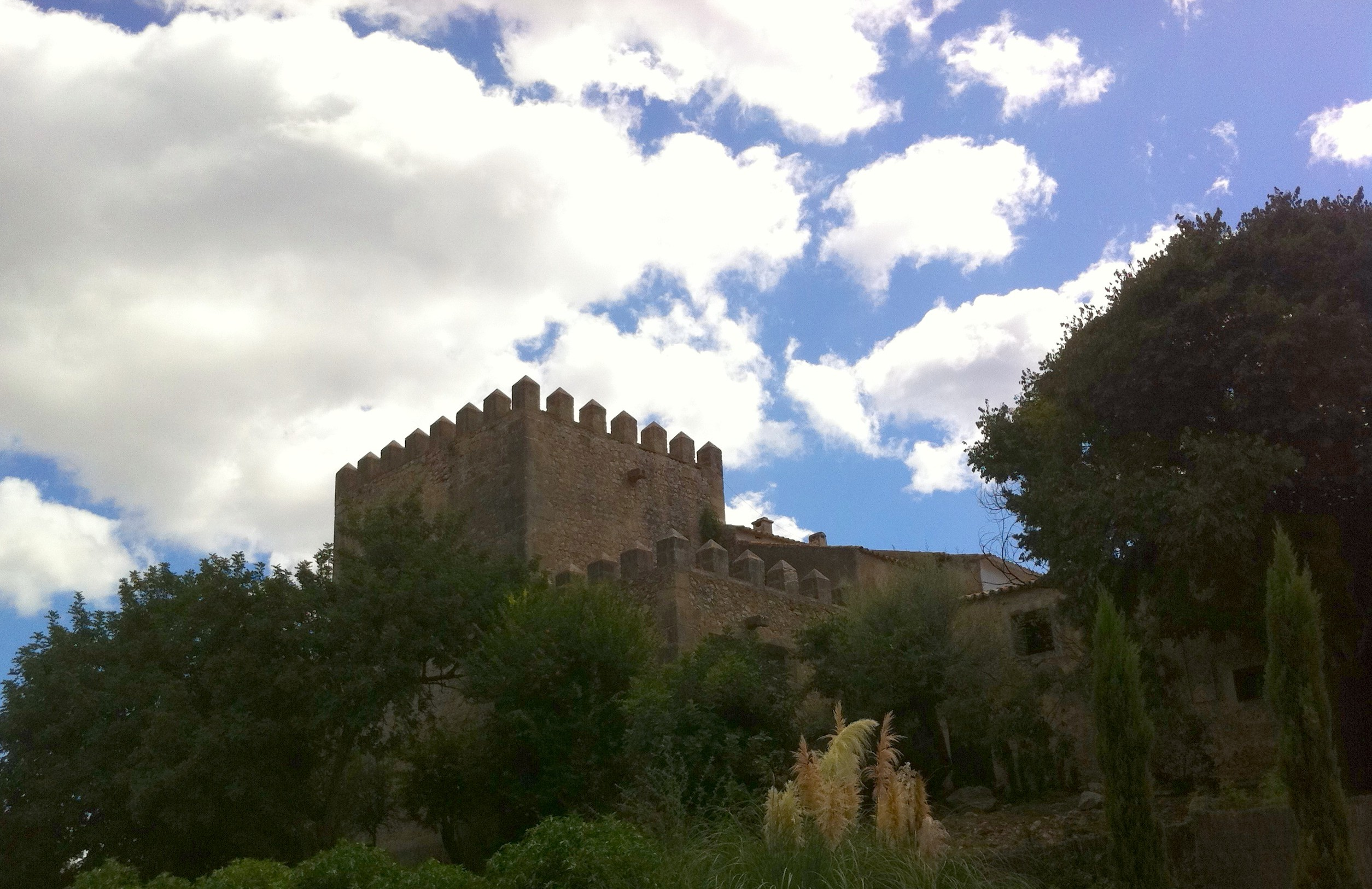
Son Berga, a Gènova

El llinatge dels Berga arribà a Mallorca amb la Conquesta el segle xiii, en la qual participà Ramon de Berga, casat amb Hermínia de Montreal, i Agustí de Berga apareix com a testimoni en una donació reial. El 1372, Bernat de Berga, ciutadà de Mallorca i conseller reial, obtengué una cavalleria a canvi d'oferir-se com a cavall armat. El seu fill Nicolau de Berga i Vida es casà amb Bàrbara de Santiscle, senyora de mitja cavalleria de Bellaguàrdia (Porreres), i el seu fill, Bernat de Berga i de Santiscle, adquirí el 1457 la cavalleria de Costitx. Tengué dos néts, Nicolau i Jaume de Berga i de Caulelles, i d'aquests dos sortiren les dues principals branques de la família.

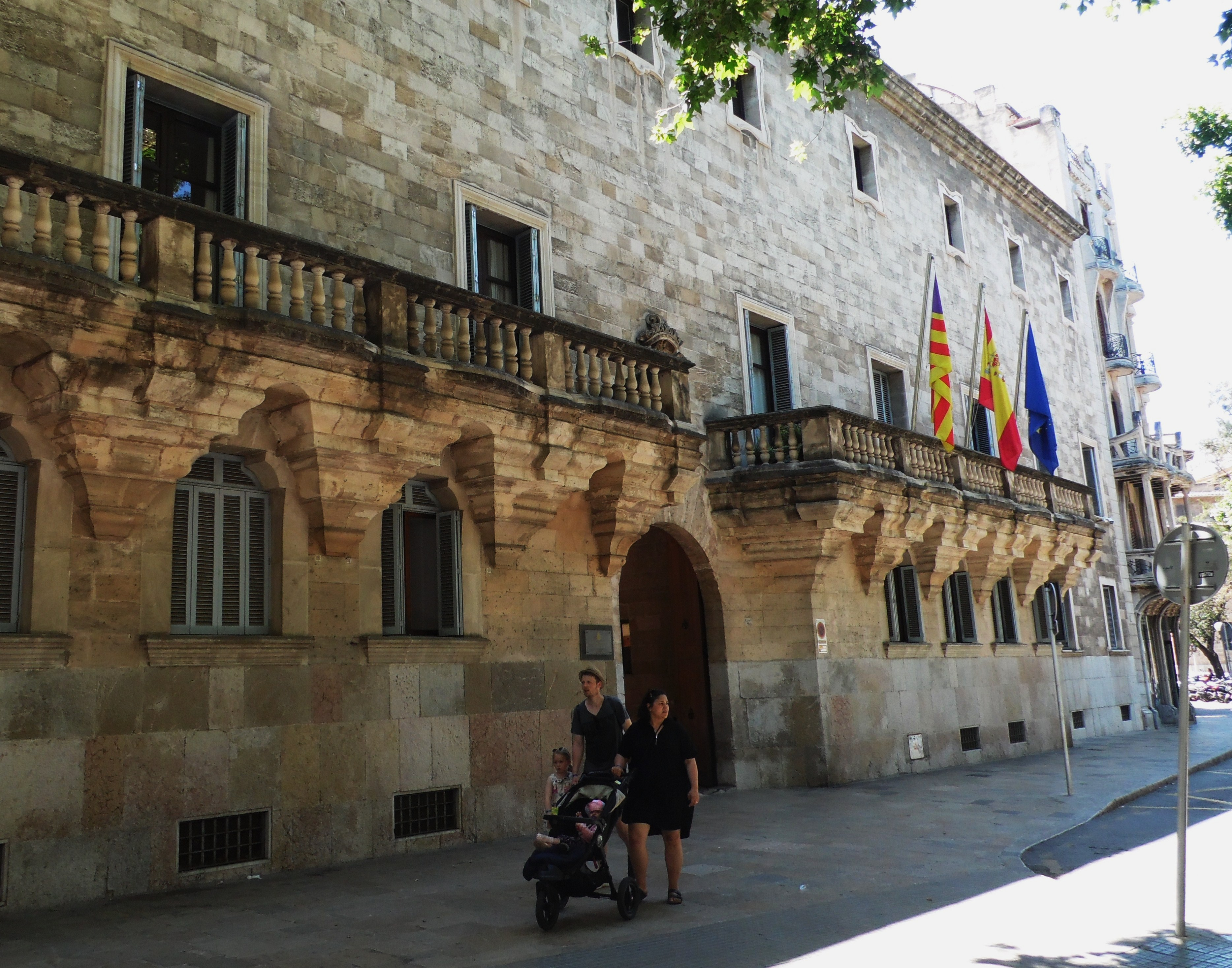
Can Berga, actual seu de l'Audiència

Nicolau de Berga i de Caulelles, el germà major, testà el 1534, i d'ell descendeixen els senyors de la possessió de Son Berga del Terme, que més tard heretaren Son Anglada del Terme per matrimoni de Gabriel de Berga i Gual amb Beatriu Sanglada i Sanglada, la qual també aportà béns fideïcomissats dels Valentí. A aquesta branca pertanyeren cavallers de l'orde de Malta famosos: els germans Bernat i Ramon de Berga i de Lloscos, de final del segle xvi, i els germans Pere i Jaume de Berga i Sanglada, de mitjan segle xvii. Nicolau de Berga i Lloscos, germà dels anteriors, continuà la línia major, i després el seu fill Gabriel de Berga i Gual, mort el 1672. Es casà amb Beatriu Sanglada i Sanglada, hereva dels vincles dels Sanglada i els Valentí. Foren pares dels anteriors germans, Pere i Jaume de Berga i Sanglada, però l'hereu fou el primogènit Gabriel, qui es casà amb Elionor de Santacília i Togores Muntanyans, hereva de tota la casa de Santacília, que s'incorporà a la família (inclòs el casal de la plaça del Mercat). El seu fill fou el personatge més conegut d'aquesta branca, Gabriel de Berga i Santacília, mort d'un tir el 1706 durant els enfrontaments entre maulets i botiflers durant la Guerra de Successió. El seu net, Gabriel de Berga i de Berga, morí sense successió el 1756 i els seus béns passaren als Safortesa a través d'Elionor de Berga i Safortesa, la seva tia, casada el 1762 amb Tomàs Quint Burgues Safortesa i Dameto.
Per la seva banda, Jaume de Berga i de Caulelles, germà de Nicolau, fou lloctinent de la governació de Mallorca, i d'ell descendeixen els propietaris del fideïcomís de Son Berga d'Alaró. El seu fill fou l'oïdor i jutge de la Reial Audiència Jaume Joan de Berga i de Sales, qui rebé títol de noblesa el 1605 i morí assassinat el 1619 en el context de les lluites entre Canamunt i Canavall. El seu fill Jaume de Berga i Sureda fou advocat fiscal de Menorca, i al seu torn tengué un fill, Jaume de Berga i de Comelles, el qual fideïcomissà els seus béns el 1678. Es casà dues vegades: amb Esperança de Sala i de Sales, senyora de la cavalleria de la Galera a Felanitx, i amb Magdalena Canals i Martorell, filla del capità Jaume Canals i Penya. El 1740, Jaume Joan de Berga i de Sala, fill de la primera dona, morí sense successió, i tots els seus béns passaren a la seva germana Mònica de Berga i Canals, filla de la primera esposa del pare i casada amb el ciutadà militar Miquel Vallès d'Almedrà i Reus de Solleric, propietari de Solleric, veïna de Son Berga. La representació de la casa passà als Vallès d'Almadrà, que més tard rebrien el títol de marquès de Solleric. Aquesta branca tengué la casa al carrer de Sant Pere Nolasc, davant la qual fou assassinat Jaume Joan de Berga i de Sales. Al segle xvi era dels Sanglada, dels quals l'heretaren els Berga, i una vegada finalitzada aquesta casa passà als Brondo